# Tamara Lazakóvitx
Tamara Lazakóvitx (en rus: Тамара Лазакович) (Gusev, Unió Soviètica, 1954 - Vítsiebsk, Belarús, 1992) fou una gimnasta artística russa, guanyadora de quatre medalles olímpiques.

## Biografia
Va néixer l'11 de març de 1954 a la ciutat de Gusev, població situada a l'óblast de Kaliningrad, que en aquells moments formava part de la República Socialista Federada Soviètica de Rússia (Unió Soviètica) i que avui dia forma part de la Federació Russa.
Va morir l'1 de novembre de 1992 a la seva residència de Vítsiebsk (Belarús), a conseqüència de problemes relacionats amb l'alcoholisme.

## Carrera esportiva
Va participar, als 18 anys, als Jocs Olímpics d'Estiu de 1972 realitzats a Múnic (Alemanya Occidental), on va aconseguir guanyar la medalla d'or en el concurs complet (per equips); la medalla de plata en la prova de barra d'equilibris, just per darrere de la seva compatriota Olga Korbut; i la medalla de bronze en la prova de concurs complet (individual), just per darrere de Liudmila Turíxtxeva i Karin Janz, i en la prova d'exercici de terra, per darrere de Korbut i Turíxtxeva. En aquests mateixos Jocs finalitzà sisena en la prova de salt sobre cavall, guanyant així un diploma olímpic, com a resultat més destacat.
Al llarg de la seva carrera guanyà una medalla d'or en el Campionat del Món de gimnàstica artística i cinc medalles en el Campionat d'Europa de la modalitat, tres d'elles d'or.